# 頸半棘肌
頸半棘肌比背半棘肌厚，以一串腱和肌肉纖維起始於上方五段或五段胸椎的橫突上，且附著至第二至第五段頸椎的棘突上。

## 外部連結
- 解剖學(Anatomy)-肌肉(muscle)-semispinalis muscle(半棘肌) （页面存档备份，存于）

本條目包含來自屬於公共領域版本的《格雷氏解剖學》之內容，而其中有些資訊可能已經過時。